# Томашевич, Иван (генерал)
Иван Томашевич (хорв. Ivan Tomašević; 3 сентября 1892, Загреб — 19 сентября 1945, Белград) — хорватский военачальник, генерал армии Независимого государства Хорватия.

## Биография
Служил в армии Австро-Венгрии, служил в 25-м домобранском Загребском пехотном полку (командовал той ротой, в которой служил Иосип Броз Тито, сержант австро-венгерской армии). Участвовал в Первой мировой войне и сражался против русских войск в Галицийской битве. Дослужился до звания капитана, после войны служил в Югославской королевской армии, дослужился до звания полковника. Во время Апрельской войны перешёл на сторону немцев и их союзников, в новообразованном Независимом государстве Хорватия заступил на службу в Хорватское домобранство.
С октября 1941 по ноябрь 1942 года Томашевич командовал 2-й пехотной дивизией, с ноября 1942 года — командир Ликского приморского сектора. В конце 1943 года назначен офицером связи в 15-м горном корпусе вермахта, в начале 1944 года произведён в генералы и с мая по август 1944 года снова командовал Ликским приморским сектором. Комиссар службы безопасности GRAVSIGUR в округах Модруш, Винодол-Погорье, Лика-Гацка, Крбава-Псат, Брибир и Сана-Лука.
В августе 1944 года во время заговора Лорковича-Вокича предлагал свои услуги союзникам по помощи в создании антикоммунистической Хорватии без усташей, однако заговор провалился, а его лидеры были брошены в тюрьму Лепоглава и там казнены перед самым концом войны.
В декабре 1944 года назначен командиром 10-й Бихачской пехотной дивизии. В мае 1945 года пытался с остатками усташей сбежать в Австрию, но был арестован партизанами и экстрадирован в СФРЮ. Военным трибуналом осуждён за сотрудничество с усташами и казнён 19 сентября 1945.